# David Boyd (Künstler)
David Boyd (* 23. August 1924 in Murrumbeena, Melbourne; † 10. November 2011 in Sydney) war ein bedeutender australischer Maler, Grafiker und Keramiker des 20. Jahrhunderts. Er war einer der Künstler, die bei der Antipodeans Ausstellung 1959 vertreten waren.

## Leben
David Boyd wurde 1924 in Murrumbeena, Melbourne, als jüngster Sohn der Künstler Merric und Doris Boyd geboren. In einem von Kunst und Kreativität geprägten Umfeld erlernte er früh die Grundtechniken des Töpferns, Malens und Klavierspielens. Im Alter von siebzehn Jahren begann er am Melba Memorial Conservatory of Music zu studieren.
Im Jahr 1942 trat David Boyd der Contemporary Art Society bei, bevor er in die australische Armee einberufen wurde. Von 1944 bis 1946 setzte er seine Studien am Melbourne Conservatorium of Music und an der National Gallery School fort, wo er mit einem Ex-Serviceman-Stipendium gefördert wurde. Seine ersten Werke wurden zusammen mit denen von John Yule in der Rowden White Library der Universität Melbourne ausgestellt. In Sydney gründete er zusammen mit seinem Bruder Guy die Töpferei Martin Boyd.
1947 unternahm David Boyd zusammen mit dem Schriftsteller Hugh Atkinson eine Malerexpedition nach Neukaledonien. Im folgenden Jahr heiratete er Hermia Lloyd-Jones, die jüngste Tochter des Malers Herman Lloyd-Jones. Zwischen 1950 und 1955 eröffneten die Boyds Töpferwerkstätten in London und Südfrankreich und arbeiteten zeitweise mit dem Keramiker und Maler Stanislaw Halpern zusammen. Es folgten Reisen nach Spanien, bevor sie nach Australien zurückkehrten. 1956 wurden David und Hermia Boyd als führende australische Töpfer anerkannt. Ihre Arbeiten zeichneten sich durch innovative Glasurtechniken und die Einbeziehung der Töpferscheibe in die Bildhauerei aus. Ihr Einfluss auf die australische Töpferkunst, insbesondere auf Künstler wie Tom Sanders und John Perceval, war beträchtlich. 
1957 begann David Boyd seine Gemäldeserie „The Explorer“, die in Melbourne und Sydney ausgestellt wurde. 1959 entstand eine Serie über die Auslöschung der tasmanischen Aborigines im 19. Jahrhundert. 1959 gehörte David Boyd zu den Unterzeichnern des Antipodean Manifesto (Autor: Bernard Smith, Kunsthistoriker 1916–2011), einer Erklärung, die sich gegen die Dominanz des abstrakten Expressionismus wandte. Die einzige Ausstellung der Gruppe fand 1959 statt mit Arthur Boyd (1920–1999), Charles Blackman (1928–2018), John Brack (1920–1999), Bob Dickerson (1924–2015), John Perceval (1923–2000) und Clifton Pugh (1924–1990). 
In den 1960er Jahren widmete sich David Boyd der Serie „Law and Justice, The Trial“, die ihm internationale Anerkennung einbrachte. 1961 gewann er den ersten Preis des Italienischen Kunststipendiums für Australien und wurde Vorsitzender des Bundesrates der Gesellschaft für zeitgenössische Kunst in Australien. Zwei Jahre später hatte er Einzelausstellungen von „The Trial“ in London und Paris. In den folgenden Jahren reiste David Boyd nach Spanien und schuf die Serie „Church and State“, die 1965 in London und Australien ausgestellt wurde. 1966 entwickelte er eine neue Technik, die er „Sfumato“ nannte, bei der er mit einer Kerzenflamme Bilder schuf, inspiriert von Leonardo da Vincis Begriff für „neblige“ Farbverläufe. Zwischen 1967 und 1969 stellte Boyd seine „Sfumato“-Bilder in Australien und Großbritannien aus. In dieser Zeit begann er auch mit der Serie „The Wanderer“, die von dem Abenteurer Benjamin Boyd inspiriert war. Eine Retrospektive seiner Werke wurde in der Commonwealth Institute Art Gallery in London, Edinburgh und Sheffield gezeigt.
1970 ließ sich David Boyd in Südfrankreich nieder und stellte seine Serie „Wanderer“ erstmals beim Adelaide Festival of Arts aus. In den folgenden Jahren widmete er sich den Themen „The Orchard“ und „Exiles“, die er in Australien und Europa ausstellte. Boyd kehrte immer wieder nach Australien zurück.
David Boyd und seine Familie zogen 1961 nach Rom und später nach London. Sie verbrachten auch mehrere Jahre in Spanien und Südfrankreich, bevor sie 1975 endgültig nach Australien zurückkehrten. Von 1993 bis 1996 war David Boyd Gastkünstler an der juristischen Fakultät der Macquarie University in Sydney.
In einer Kunstkritik vom September 2004 bemerkte Alex McDonald von der Zeitschrift State of the Arts, dass David Boyds Werk „seiner Zeit voraus war, indem es die Misshandlung der australischen Ureinwohner thematisierte“, merkte aber auch an, dass „eine Erklärung für seine kühle Aufnahme durch australische Kritiker und Kunsthändler etwas mit der Wahl seines Themas zu tun haben könnte“. McDonald erklärte, dass die Kontroverse darauf zurückzuführen sein könnte, dass „das Rechtssystem, interethnische Beziehungen und Religion“ „keine populären Themen“ waren und „in den späten 1950er Jahren nicht zur Debatte standen“.
David Boyd starb am 10. November 2011.